# Георг Тойфел
Георг Тойфел фон Гундерсдорф (на немски: Georg Teuffel von Gundersdorf; * ок. 1510, Виндишгрец, Щирия / днес Словен градец, Словения; † 4 декември 1578) е фрайхер от фамилията Тойфел от Щирия, господар на Гундерсдорф в Долна Австрия.

## Живот
Той е син на Матиас Тойфел фон Гундерсдорф († 1552), господар на Кротендорф и Гундерсдорф, и съпругата му Аполония Малингер (* ок. 1483), дъщеря на Фабиан Малингер и Кристина Вакенцел. Внук е на Волфганг Тойфел († пр. 1485) и Анна Клингершпрун. Брат е на офицера Еразмус фон Тойфел († 1554, Константинопол), фрайхер фон Гундерсдорф, командир през 1552 г. в Турската война, на Кристоф (1515 – 1570), и на фрайхер Андреас Тойфел (1516 – 1592).
Тримата братя първо управляват заедно след това се разделят на три линии. Братята Георг, Кристоф и Андреас слагат през 1561 г. един епитаф в църквата на Винзцендорф за брат им Еразмус.
През 1566 г. Георг и братята му са на императорска служба и през 1566 г. Максимилиан II ги издига на фрайхерен. Георг Тойфел е от 1566 г. до смъртта си през 1578 г. президент на дворцовия военен съвет.
През 1690 г. родът изчезва по мъжка линия.

## Фамилия
Георг Тойфел се жени ок. 1550 г. за Юстина (Жозефина) фон Виндиш-Грец (* ок. 1521, Виндишрец, Щирия; † ок. 4 декември 1567), дъщеря на Зигфрид фон Виндиш-Грец (1485 – 1541) и Афра Грасвайн († 1553), дъщеря на Вилхелм Грасвайн (* ок. 1459) и Афра Винклер (* ок. 1463). Te имат децата:
- Михаел Тойфел фон Гундерсдорф († 17 септември 1590), фрайхер на Гундерсдорф, женен на 1 май 1580 г. във Виена за фрайин Потенция фон Айтцинг († 1 декември 1619); имат двама сина
- Елизабет Тойфел († 17 юни 1636, Мурщетен, Долна Австрия), омъжена на 27 декември 1571 г. за императорския съветник фрайхер Кристоф фон Алтхан († декември 1589, Виена)